# Chestnut Hill Reservation
Das Gebiet Chestnut Hill Reservation ist ein um das Chestnut Hill Reservoir angelegter State Park auf dem Gebiet der Bostoner Stadtteile Allston und Brighton im Bundesstaat Massachusetts der Vereinigten Staaten. Er ist Teil des Metropolitan Park System of Greater Boston und wird vom Department of Conservation and Recreation verwaltet.

## Beschreibung
Das heutige Schutzgebiet wurde bereits im 19. Jahrhundert angelegt und gilt bis heute als Meisterstück der Ingenieurwissenschaften, Stadtplanung und Landschaftsarchitektur. Es wurde in das National Register of Historic Places aufgenommen und ist eine bekannte Sehenswürdigkeit in Boston. Der Park kann mit der Green Line C über die Station Cleveland Circle erreicht werden.

## Freizeit- und Erholungsmöglichkeiten
Der Park bietet viele Wege zum Wandern sowie Gelegenheiten zum Schwimmen, Skaten und Angeln.